# マルコ・リゴーニ
マルコ・リゴーニ（Marco Rigoni, 1980年1月5日-）は、イタリア・ヴェネト州モンテグロット・テルメ出身のサッカー選手。ポジションはミッドフィールダー。

## 経歴

### クラブ
地元カルチョ・パドヴァのユースで育ち、ユヴェントスFCへ移籍。1999年1月、19歳でトップチームデビューを飾ったが出場は1試合のみで、その後は主にセリエBのチームを渡り歩いた。
2009年夏、レガ・プロ・プリマ・ディヴィジオーネ（旧セリエC1）のノヴァーラへ加入すると、主力としてチームの2年連続昇格に貢献。2011-12シーズンは実に13シーズンぶりにセリエAのピッチに立つと、35試合で11得点と大車輪の活躍を見せた。しかし、ノヴァーラは1年でセリエB降格となり、リゴーニは翌2012年夏にACキエーヴォ・ヴェローナへ、買取オプション付きのレンタル移籍をし、引き続きセリエAでプレーすることになった。2013年1月にはジェノアCFCへレンタル移籍。

### 代表
U-15からU-18までの年代でイタリア代表に選出された経験がある。